# Stanowice (Lubusz)
Pour les articles homonymes, voir Stanowice.
Stanowice (prononciation : [stanɔˈvit͡sɛ]) est un village polonais de la gmina de Bogdaniec dans le powiat de Gorzów de la voïvodie de Lubusz dans l'ouest de la Pologne.
Il se situe à environ 5 kilomètres au nord de Bogdaniec (siège de la gmina) et 14 kilomètres à l'ouest de Gorzów Wielkopolski (siège du powiat).
Le village comptait approximativement une population de 328 habitants.

## Histoire
Avant 1945, ce village était sur le territoire allemand. (voir Évolution territoriale de la Pologne)
De 1975 à 1998, le village appartenait administrativement à la voïvodie de Gorzów.

Depuis 1999, il appartient administrativement à la voïvodie de Lubusz.